# Lendenschurz
Der Lendenschurz ist ein Kleidungsstück, meist aus Leder oder Stoff. Er ist weltweit in verschiedenen Formen verbreitet, etwa als String, Dhoti oder Lungi.
In Japan war der Lendenschurz Fundoshi die typische Unterwäsche der Männer. Neuerdings werden Fundoshis in Japan auch für Frauen angeboten.
Ein typischer Lendenschurz wird zwischen den Beinen und unter einem Gürtel durchgezogen, über den er dann frei hinunterhängt und so den Schambereich schützt und bedeckt. Andere Formen bestehen aus einem Teil, das von einem Gürtel über den Schambereich hängt. Eine weitere Form besteht in einem längeren Stoffstreifen, der um die Hüfte geschlungen und dann durch die Beine gezogen wird. Die beiden Enden hängen dann über die Genitalien und das Gesäß hinunter.
Ein Lendenschurz kann neben dem Verbergen der Geschlechtsteile auch als Ausdruck einer Zugehörigkeit zu einer Gesellschafts-, Berufs- oder Altersgruppe dienen.
Vereinzelt kommt der Lendenschurz auch als Kleidung für den Bottom im BDSM zum Einsatz.
2023 wurde „Traditionelle Fertigkeiten der Lendenschurzweberei in der Elfenbeinküste“ von der UNESCO in die Repräsentative Liste des immateriellen Kulturerbes der Menschheit aufgenommen.